# Heel (Baglung)
Heel (nep. हिल) – gaun wikas samiti w zachodniej części Nepalu w strefie Dhawalagiri w dystrykcie Baglung. Według nepalskiego spisu powszechnego z 2011 roku liczył on 612 gospodarstw domowych i 2854 mieszkańców (1581 kobiet i 1273 mężczyzn).